# Puppet Master - Il burattinaio
Puppet Master - Il burattinaio (Puppet Master) è un film del 1989 diretto da David Schmoeller, primo capitolo della saga di Puppet Master.

## Trama
Nel 1939 il mastro burattinaio Andre Toulon si suicida per evitare di essere raggiunto da due spie naziste all'hotel di Bodega Bay in California. Prima di spararsi riesce a nascondere le sue creature tanto amate: dei pupazzi ai quali ha dato vita grazie ad antichi rituali egizi. Neil Gallagher è un uomo senza scrupoli che è alla ricerca dei manoscritti lasciati da Toulon. Così sposa Megan, futura proprietaria dell'albergo e, uccidendone i genitori, si garantisce l'eredità e scopre i pupazzi ed il segreto della vita eterna. Intanto, nello stesso hotel, si riunisce un gruppo di sensitivi i quali troveranno i pupazzi risvegliati e trasformati in spietati killer.